# سليمان سامبا
سليمان سامبا (بالإنجليزية: Solomon Sampah)‏ واسمه الكامل سليمان نيي أوتوكونور سامبا (بالإنجليزية: Solomon Nii Otokonor Sampah)‏ (وُلد في الرابع عشر من شباط/فبراير 1945 وتُوفيَّ في الرابع والعشرين من كانون الثاني/يناير 2016) كان ممثلًا غانيًا.

## الحياة المُبكّرة
وُلد سليمان سامبا في جيمس تاون بأكرا البريطانيّة. كان مغنيًا وراقصًا في فرقة أنانسكروميان ساوندز (بالإنجليزية: Anansekromian Sounds)‏ التقليديّة التابعة للشركة الوطنية الفولكلورية (بالإنجليزية: National Folkloric Company)‏.

## المسيرة المهنيّة
كان سليمان سامبا ممثلاً في شركة الدراما الوطنية (بالإنجليزية: National Drama Company )‏ التي تشكلت في أوائل الستينيات وأيضًا مع مجموعة أبيبيجروما (بالإنجليزية: Abibigromma)‏ حيثُ تقاعد. كان سليمان ماهرًا في اللعب على آلات إيقاع متنوعة فانضمَّ في وقتٍ ما لفرقة أمارتي هيدزولا (بالإنجليزية: Amartey Hedzoleh)‏ التي سجّلت الموسيقى التصويرية لفيلم الملك أمبا كوكورانتومي: الطريق إلى أكرا (بالإنجليزية: King Ampah Kukurantumi: Road to Accra)‏ عام 1983.

## قائمة أعماله
هذه قائمةٌ بأبرز أعمال سليمان سامبا:
- لعبة سيئة (بالإنجليزية: Foul Play)‏[11]
- عروس الملكة (بالإنجليزية: Queen's Bride)‏[12]
- الجنة المطلقة (بالإنجليزية: Ultimate Paradise)‏[13]
- عذاب المسيح (بالإنجليزية: The Agony of Christ)‏[14]